# 이현주 (목사)
이현주(李賢周, 1944년~ )는 대한민국의 감리교 목사이다. 동화작가이며 번역문학가이기도 하다. 호(號)는 관옥(觀玉)이다. 본래 그의 스승인 무위당(无爲堂) 장일순 선생에게서 관옥목인(觀玉牧人)이라는 호를 받았으나, 현재는 주로 관옥(觀玉)만을 쓰고 있다. 이외에도 스스로 지은 호 이오(二吾)가 있으며, 책을 쓸 때에는 주로 "이 아무개"라는 필명을 쓴다. 이름을 내세우지 않고 겸허히 살겠다는 그의 의지에서 비롯된 필명으로 보인다. 이는 그의 사상의 주요틀인 '세상일에 함부로 나서지 않는다는(不敢爲天下先)' 노장(老莊)사상에서 비롯된 것이기도 하다.
1944년 충주에서 출생하여 감리교신학대학교에 진학하였다. 신학교 재학시 변선환 박사에게 배웠으며, 졸업후 죽변교회 등에서 목회했다. 동화작가 이원수의 추천으로 문단에 나왔다. 기독교서회, 크리스찬 아카데미 편집기자를 역임하고, 죽변교회 목사를 거쳐 작가, 번역문학가로 활동하면서 대학.교회에서 강의도 하고 있다. 그는 동서양과 유불선 등 지역과 종교를 넘나들며, 이에 대한 성찰의 과정과 결과를 글로 표현하여 이웃과 나누고 있다. 스승인 장일순과 함께 문답형식의 노자 해설서인 《무위당 장일순의 노자이야기》를 썼으며, 장자 해설서인《이 아무개의 장자산책》를 집필했고, 대학, 중용 해설서인《이현주 목사의 대학,중용읽기》, 금강경 해설서인 《기독교인이 읽는 금강경》을 썼다. 이외에도 《길에서 주운 생각들》에서는 불교의 벽암록, 원불교의 경전인 대종경 등의 여러 동서양 경구를 다루기도 했다. 최근에는, 논어를 쉽게 풀이한 짧은 분량의,《내 인생의 첫 고전 논어》를 펴냈다. 이렇듯 한국 개신교의 배타적, 보수적인 태도와 다른 모습을 보여주고 있다.
1977년에 문익환 목사와 함께 개신교를 대표해 《공동번역성서》번역에 참여했으며, 저서로는 예수의 수난과 죽음을 시적으로 표현함으로써 기독교 평화주의를 주장한《예수의 죽음》(샨티)등이 있다. 진보적인 신학잡지《기독교 사상》에 공동번역성서를 성서번역본으로 한 성서 묵상을 연재할만큼 작가로서 활발히 활동하고 있으며,《풍경소리》라는 기독교 잡지를 발행하고 있다.
참고로, 소리꾼 장사익의 8집에 수록된 《우리는 서로 만나 무얼 버릴까》는 이현주 목사의 시(詩)에 장사익이 곡을 붙인 노래다.

## 관련 인물
- 변선환(감리교신학대학교 학장)-이현주 목사는 감리신학대학교 재학 시절 변선환 박사에게서 신학을 배웠다. 변선환 박사는 생전 "교회 밖에도 구원이 있다."라는 발언때문에 한국교회사 최초의 종교재판에 선 적이 있을 정도로 열린 자세로 보여준 신학자였다. 이현주 목사의 열린 구도의 태도는 이런 변선환 박사의 영향을 받았다.
- 장일순(민주화운동가)-장일순은 그의 스승이다. 이현주 목사는 장일순 선생에게서 배우고, 호를 하사받고, 함께 《무위당 장일순의 노자이야기》를 집필하는 등 많은 영향을 받았다. 이현주 목사의 초기 저작이 주로 기독교 신학에만 초점이 맞춰진 반면 후기로 갈수록 동양사상, 특히 노자(老子)사상이 주를 이루고 있는 것으로 보아 아마 장일순의 영향을 받은 게 크지 않을까 싶다. 이현주 목사는 장일순 선생을 일컬어, "부모없는 집안의 맏형같은 분"이라고 했다.
- 문익환(목사)-문익환 목사와는 개신교와 천주교 통합의 《공동번역성서》에 함께 참여해서 윤문 교정위원을 맡았다. 이현주 목사와의 대화 중, 문익환 목사가 "어떻게 한국에서는 구교가 신교같고, 신교가 구교같다"라고 했다는 일화가 유명하다. 이는 당시 공동번역성서에 포용적이던 구교(천주교)에 비해 신교(개신교)의 비협조적인 자세를 빗댄 말이다.
- 권정생(동화작가)-권정생과도 생전에 교류가 깊었다. 권정생과 장일순과의 만남을 주선한 것도 이현주 목사다. 권정생은 이현주 목사를 일컬어 "평화를 사랑하는 사람"이라고 했다. 둘은 동화작가로서 같이 동화를 엮어서 내기도 했다.
- 법륜(스님)-이현주 목사와 함께 출판기념회를 열고, 부처님오신날에는 법륜스님이 이끄는 정토회에 이현주 목사를 초대해 강연을 듣는 자리를 마련하는 등 교류가 깊다. 스님은 이현주 목사의 저서인 《기독교인이 읽는 금강경》의 서문을 써주기도 했다.
- 이철수(판화가)-판화가 이철수와도 매우 절친한 사이다. 그래서인지 둘의 사상은 상통하는 부분이 크다. 이철수는 이현주 목사를 통해 장일순 선생을 뵙기도 했다.
- 김재준(목사)-민주화운동가이며 한국기독교장로회와 한신대학교의 실질적 설립자 역할을 했던, 장공(長空)김재준 목사와도 가까운 사이였다. 김재준 목사는 이현주 목사에게 책을 선물해주기도 하는 등 여러모로 그의 인격형성에 영향을 끼쳤다. 둘은 사적으로는 사돈 간이기도 하다.
- 임락경(목사)-임락경 목사와도 교류관계가 깊다. 80년대 군부독재 시절, 임락경 목사와 이현주 목사는 민중교회계의 단골 강사였다고 한다. 이는 의식있고 저항적인 내용의 강연을 할 수 있으면서도, 그 당시 서슬퍼런 정부 감시망 하에서, 문제가 되지 않을 만큼의 선에서 이야기들을 에둘러서 잘 표현할 수 있었기 때문이라고 한다.
- 이덕주(목사)-이현주 목사의 동생이다. 한국교회사학자이며, 감리교신학대학교에서 한국 교회사 교수를 은퇴하고 명예교수로 있다. 이덕주 목사는 한국 교회사에서 독보적이라 할 만큼 큰 영향력을 지닌 학자이다.

## 저서
- 《너희가 나를 알게 되리라》
- 《알게 뭐야》
- 《날개 달린 아저씨》
- 《사람의 길, 예수의 길》
- 《한송이 이름없는 들꽃으로》
- 《젊은 세대를 위한 신학강의1,2,3-예수의 삶과 길》/다산글방-개신교 목사이기 이전에 신학자인 이현주 목사가 아버지가 자녀들과 이야기하는 형식으로 신학을 설명한 이야기이다. 신학은 어렵고8 신앙생활과 관련이 없는 사변적 학문이라는 기독교인들과 일부 개신교 목사들의 반(反)지성주의적인 편견을 무너뜨린다.
- 《길에서 주운 생각들》
- 《무위당 장일순의 노자 이야기》,이현주 대담, 정리
- 웅진위인전기《간디》/웅진출판-어린이들과 청소년 그리고 아동문학을 좋아하는 어른들을 위해 간디의 삶과 사상을 알기 쉽게 쓴 이야기. 사람을 소중하게 생각한 인간 간디에 집중한다.
- 《예수와 만난 사람들》(생활성서)-예수의 죽음과 함께 이현주 목사가 쓴 예수전이다. 《예수의 죽음》이 예수의 수난전승에 중점을 둔다면, 《예수와 만난 사람들》은 예수를 목격한 인물들의 이야기에 중점을 둠으로써 신앙의 그리스도 곧 기독교 교의에 의해 신격화된 예수가 아닌 역사적 예수곧 인간으로서의 예수를 추구한다.
- 《육촌형》 (그림 박철민)
- 《그러므로, 저는 당신입니다》
- 《이 아무개의 장자산책》
- 《이현주 목사의 대학 중용 읽기》
- 《기독교인이 읽는 금강경》

### 어린이를 위해 쓴 책
- 바보온달 (그림 김호민) / 외삼촌 빨강 애인 / 알게 뭐야 / 날개달린 아저씨 / 아기 도깨비와 오토제국 / 살꽃 이야기 / 누가 바보일까요?

### 번역서
- 《예언자들》/ 아브라함 J. 헤셸 지음
- 《평범한 사람들을 위해 간디가 해설한 바가바드 기타》
- 《배움의 도》
- 《모든것을 사랑에 걸어라》
- 《천로역정》
- 《날개를 단 노자》 / 왕필, 소자유 등 선비들의 ‘노자’ 풀이 『날개를 단 노자』. ‘노자’에 대한 주석 가운데 시대를 뛰어넘는 탁월한 것들을 모아 엮은 초횡의 고전 <노자익>을 우리말로 편집하여 옮긴 책이다. <노자익>에 등장한 학자 중 왕필, 소자유와 편집인 초황까지 8명의 주해를 담았다. 또한 목사이지만 동서양의 각종 경전과 고전을 넘나들며 글을 쓰는 편역자의 주(註)를 추가해 다양한 지식을 아울러 이 책에 실린 글의 길잡이 역할을 해준다.
- 《벌거벗은 지금》 리처드 로어 지음

## 가족
- 동생 이덕주 (1952년~ ) : 대한민국의 신학자. 감리교신학대학교 교수

## 같이 보기
- 공동번역성서
- 문익환